# Nephropides
Nephropides is een geslacht van kreeftachtigen uit de klasse van de Malacostraca (hogere kreeftachtigen).

## Soort
- Nephropides caribaeus Manning, 1969